# Manuel Molins
Manuel Molins i Casaña, né à Alfara del Patriarca (province de Valence) en 1946, est un dramaturge et metteur en scène espagnol d'expression catalane.

## Biographie
En 1969, il est le fondateur du Grup 49, avec lequel il participe au mouvement valencien Teatre Independent (« Théâtre indépendant »), qui vise à rapprocher le théâtre valencien des tendances européennes, tout en conservant des éléments populaires, comme le sainete,.
Manuel Molins est un auteur prolifique et sa production théâtrale présente une grande diversité formelle et thématique.
Francesc Foguet, professeur de littérature catalane à l'université autonome de Barcelone, place son écriture « au centre des préoccupations philosophiques et des paradoxes politiques et sociaux de l'époque contemporaine ».
Molins s'intéresse également à la mise en scène et à la production de spectacles basés sur des textes ou des poèmes d'auteurs comme Joan Fuster, Vicent Andrés Estellés ou Mercè Rodoreda.  Il a aussi adapté des auteurs universels tels que Shakaspeare (Cleopatra) ou Tchekhov.
Sa carrière a été récompensée par de nombreux prix, comme le prix de la critique de théâtre de l'Institut interuniversitaire de philologie valencienne, le prix Octubre de Théâtre, le prix de la critique des écrivains valenciens à six reprises et le Prix de la ville de Valence à deux reprises. En 2017, il remporte le Prix Pere Capellà de théâtre, nom donné à ce moment au prix Octubre, pour Poder i santedat (Els àngels de Sodoma). 
Également auteur d'essais sur le théâtre, la culture et le rôle de la langue, il a travaillé comme professeur de dramaturgie à l'École supérieure d'art dramatique de Valence. 
Certaines de ses œuvres ont été traduites en français et en anglais. 
En 2018, la Généralité valencienne lui décerne le prix d'honneur des arts scéniques,.

## Style
La dramaturgie de Manuel Molins part de la volonté de récupérer le langage et la mémoire collective, d'une critique du monde moderne dans son système de valeurs, avec un traitement moderne du mythe grec comme dénonciation des mécanismes du pouvoir. Ses personnages sont souvent présentés comme piégés par leurs propres rêves, par les contradictions nées du contraste entre ce qu’ils recherchent et leurs propres renoncements. Ni tan alts ni tan rics (« Ni si grand ni si riche », 1988) est une critique de la génération qui a un jour abandonné certains rêves contre des villas confortables.
En tant que protagoniste de la culture valencienne durant la Transiton, il souligne parmi les lignes dramaturgiques du théâtre indépendant valencien ce qu'il appelle le « sainete-boomerang », caractérisé par une refonte symbolique, sociale et linguistique du sainete traditionnel, faisant du processus de justification des éléments les plus conservateurs de la société valencienne une arme critique contre les intérêts politiques et culturels dominants,.

## Ombres de la ciutat(1990)
Ombres de la ciutat (« Ombres de la ville », 1990) est un divertimento sous la forme d'une chronique urbaine et nocturne sur les ombres qui errent à Valence. Dans l'introduction de la version imprimée de l'œuvre, il affirme, :
« Doncs, sí: OMBRES DE LA CIUTAT tracta d'aproximar-nos a la nostra realitat viva i actual des d'una certa perspectiva poètica, irònica, mítica i eròtica. I en aquest sentit la València que intentem mostrar és tan vàlida com la descarada i marginal ciutat que ens presenta una pel·lícula com la Trilogia de Nova York de Paul Bogart o la domèstica Manhattan que tan magníficament ens fotografiara l'amable Woody Allen. Perquè aquestes i altres pel·lícules i novel·les i viatges ens demostren que la quotidianitat valenciana és, substancialment, la mateixa que la de qualsevol ciutat moderna del món occidental. La mateixa. Amb més o menys misèries. Particularismes. Reptes. Contradiccions. I una fauna bigarrada a la deriva. »
« Eh bien, oui : OMBRES DE LA CIUTAT tente de se rapprocher de notre réalité vivante et actuelle à partir d'un certain point de vue poétique, ironique, mythique et érotique. Et en ce sens, la Valence que nous essayons de montrer est aussi valable que la ville effrontée et marginale que nous présente un film comme la Trilogie New York de Paul Bogart ou le Manhattan domestique que l'aimable Woody Allen a photographié si magnifiquement. Parce que ces films, romans et voyages, ainsi que d’autres, nous montrent que la vie quotidienne à Valence est, en substance, la même que celle de n’importe quelle ville moderne du monde occidental. Le même. Avec plus ou moins de misères. De particularismes. De défis. De contradictions. Et une faune bigarrée à la dérive. »
L'œuvre est remplie de numéros musicaux à La Rabosa, une salle de danse et local de spectacles. Le Trio Xic-¡Ah!-Xic est formé de trois travestis effrontés et couverts de paillettes, :
« I com és habitual el Trio Xic-¡Ah!-Xic només pretén divertir-los. Divertir- los i prou. No som intel·lectuals i no sabem fer coses profundes. Profundes i depriments... Nosaltres som superficials. I superficial i frívol és "M'encanta la pizza", l'espectacle que aquesta nit els oferim a La Rabosa. I esperem que a vosaltres també vos encante la nostra pizza.... Que ho passeu bé. »
« Et comme d'habitude, le Trio Xic-¡Ah!-Xic n'a pour but que de vous divertir. Vous divertir et suffit ! Nous ne sommes pas des intellectuels et nous ne savons pas faire des choses profondes. Profondes et déprimant... Nous sommes superficiels. Et superficiel et frivole est « J'adore la pizza », le spectacle que nous vous proposons ce soir à La Rabosa. Et nous espérons que vous aimerez aussi notre pizza... Passez un bon moment. »

## Monopatins(2006)
Dans Monopatins (2006), Manuel Molins aborde les déficits et les problèmes de l'enseignement secondaire obligatoire à travers Sara, l'enseignante, et David, l'élève, deux êtres à la dérive qui se rencontrent par nécessité et sont irrémédiablement attirés l'un par l'autre car ils se sentent tous deux perdus et impuissants dans un monde hostile. Il y a une dissociation entre l’école et la vie personnelle, entre le rôle public et la vie privée des personnages. Sara et David sont différents à l’intérieur et à l’extérieur de l’école. Sara souffre directement de la démotivation professionnelle, du manque de reconnaissance sociale de son travail, de la considération des centres d'éducation publics comme des dépotoirs où aboutissent toutes les responsabilités éducatives et où ils sont tenus responsables de tous les échecs de l'éducation. Dans sa vie privée, Sara se retrouve également confrontée à un double dilemme émotionnel qui affecte son dévouement professionnel : le manque de réciprocité dans une relation amoureuse fragile et la difficulté d'adapter sa vision du monde à la réalité qui l'entoure. La difficulté de Sara est de trouver des réponses valables aux questions qu'elle se pose constamment, sur l'enseignement ou sur l'amour, et qui restent sans solutions rapide, opérationnelles, rentables. Les manuels, corrigés et guides sont inutiles, car la vie est beaucoup plus complexe.
À son tour, David n'est pas seulement un étudiant impulsif et violent, qui ne montre aucun intérêt à apprendre en classe, mais, en tant que personne, il essaie de construire son propre monde avec son groupe d'amis, le skateboard ou Internet. Il aime lire des livres sur la magie et l'alchimie pour échapper à un monde qu'il ne comprend pas et qu'il aimerait changer. Son intérêt pour l’alchimie est aussi la réalisation d’un idéal impossible : obtenir l’élixir d’amour, un filtre magique pour atteindre le bonheur. Le skateboard lui permet de glisser librement dans la ville anonyme, de se sentir bien avec une gratuité et un désir d'aventure qu'il retrouve aussi dans la lecture de textes alchimiques.
La relation professeure-élève comme expression métaphorique de deux collectifs qui, stupéfaits et perplexes, se retrouvent à participer au même jeu incertain et déroutant. Les enseignants doivent relever le défi d’éduquer dans un monde qui manque de supports tangibles. Les élèves, pour leur part, sont aux premières loges pour vivre la précarité des relations et des liens avec les groupes d’appartenance et d’identification (amis, famille, voisins), les incertitudes et manques d'attentes quant à l’avenir, une impasse qui les conduit souvent à la démotivation, à l’indifférence et, en réaction, au conflit et à l’agression.
Dans ces récits, la volonté de refléter la normalité quotidienne est reconnue et recommence à partir de réalités concrètes, de sorte que le présent cesse d’être banal et homogène et se charge d’une énergie inverse, en face des faux événements et du spectacle programmé.

## Œuvre
- 1981 - Quatre històries d'amor per a la reina Germana
- 1981 - Ginesta
- 1985 - Tango
- 1985 - Centaures
- 1986 - Dansa del vetlatori
- 1990 - Els viatgers de l'absenta
- 1992 - Ombres de la ciutat
- 1993 - Ni tan alts, ni tan rics
- 1994 - L'amant del paradís
- 1998 - Tànger
- 1999 - Trilogia d'exilis
- 2000 - Shakespeare: (la mujer silenciada)
- 2001 - Rosegó, el rodamón
- 2002 - Abú Magrib
- 2002 - La Divina Tramoia (Escenes)
- 2003 - Canto de Ilir Kosoré
- 2003 - Una altra Ofèlia
- 2003 - Elisa
- 2003 - Happy Birthday to You
- 2006 - Combat
- 2006 - Monopatins (Skaters)
- 2009 - Dones, dones, dones
- 2010 - Shakespeare (La dona silenciada)
- 2012 - València, Hollywood, Iturbi
- 2014 - Blut und Boden (Sang i Pàtria)
- 2015 - Déus, dies i treballs
- 2015 - Bagdad (Dones al jardí)
- 2017 - Poder i santedat (Els àngels de Sodoma), Premi Pere Capellà de teatre[23]
- 2017 - Les veus de la frontera
- 2019 - Teatre complet 1. Prologue de Francesc Foguet, Manuel Molins et Simona Škrabec. Valence, Institució Alfons el Magnànim.
- 2020 - Teatre complet 2.  Valence, Institució Alfons el Magnànim.
- 2021 - Teatre complet 3.  Valence, Institució Alfons el Magnànim.

### Versions
- 1983-1984 - Antoni i Cleopatra (adaptation de Shakespeare)

- 2008 - Un dia. Mirall trencat (adaptation de Mercè Rodoreda)
- 2002 - Paraules en carn viva, sur des textes et poèmes de Joan Fuster
- 2018 - El jardí dels cirerers (adaptation de Txèkhov)

### Critique littéraire et essai
- Et verbum caro factum est
- El teatre independent a València: Un relat
- 1989 - L'experiència del teatre i la prosòdia valenciana
- 1993 - Alternatives dramatúrgiques del teatre valencià dels anys 70
- 1993 - El teatre de Vicent Andrés Estellés (Dins la memòria)